# Церковь Святого Таинства (Дюссельдорф)
Церковь Святого Таинства (нем. St. Sakrament) — одна из наиболее оригинальных католических церквей Дюссельдорфа, бывшая в годы Второй мировой войны военным бункером.

## Географическое положение
Церковь расположена на пересечении улиц Хердтерландштрассе (Heerdterlandstraße) и Кевеларер Штрассе (Kevelaerer Straße) в административном районе Хердт, на границе городов Дюссельдорф и Нойс. Фасад церкви выходит к площади Пастора Клинкхаммера (Pastor-Klinkhammer-Platz). Рядом с церковью находится остановка «Хандвайзер» (Handweiser) метротрама U75, соединяющего главные железнодорожные вокзалы Дюссельдорфа и Нойса.

## История
В 1926 году на западе административного района Хердт была образована католическая церковная община «Святого Таинства», поскольку другая католическая церковь района находилась на значительном удалении и не вмещала всех верующих. В 1928 году община приобрела земельный участок для строительства церкви. Проект составил доктор искусств, профессор Хольцмайстер из дюссельдорфской академии художеств. Но этому проекту не суждено было воплотиться в жизнь из-за разразившегося мирового экономического кризиса. И всё же в годы национал-социализма жители Хердта провели первую Литургию во временной постройке. В 1940 году часть общинной земли была незаконно конфискована нацистскими властями и на её месте в 1941 году построен так называемый «высокий бункер» типа LS 13 для защиты местного населения от бомбовых ударов авиации союзников по антигитлеровской коалиции. Руководителем строительного проекта стал архитектор Филипп Штанг (Philipp W. Stang). Во время воздушного налёта 27 ноября 1944 года здание временной церкви было разрушего и церковные службы стали проводиться в бараке рядом с бункером.
В 1947 году приходским священником церкви был назначен Карл Клинкхаммер. Увидев церковный барак рядом с мощным бункером на церковных землях, он пришёл к выводу, что быстрее превратить бункер в церковь, чем заниматься его сносом. Этим самым он первым выдвинул идею превращения армейского сооружения в мирный церковный объект. Идея была принята архиепископатом Кёльна и наблюдение за работами было поручено ответственному за содержание кёльнского собора доктору Вилли Вайресу (Willy Weyres).
С 1947 по 1949 год происходила реконструкция бункера. Для этого пришлось убрать этажные перекрытия (бункер был четырёхэтажным), прорубить окна в толстых сплошных стенах (потребовалось пробурить 5 км скважин и вывести приблизительно 1 тысячу тонн строительного мусора. В работах активно участвовал сам Карл Клинкхаммер, его сослуживцы и мужская часть прихода. Освящение церкви произошло 30 октября 1949 года кёльнским кардиналом доктором Йозефом Фрингсом (Josef Frings). Духовной эмблемой обновлённой церкви стала цитата из пророка Исайи: «…и перекуют мечи свои на орала…» (Исаия, ,2,4).
Священник Клинкхаммер служил настоятелем церкви до 1991 года. Он стал основателем экуменического движения в Дюссельдорфе, много энергии и сил уделял духовному воспитанию молодёжи, активно сотрудничал с русской православной церковью Дюссельдорфа. На протяжении 50 лет, до своей смерти в 1997 году он жил непосредственно в церкви-бункере.
В начале 90-х годов XX века церковь была закрыта на капитальный ремонт, законченный 30 ноября 1997 года.

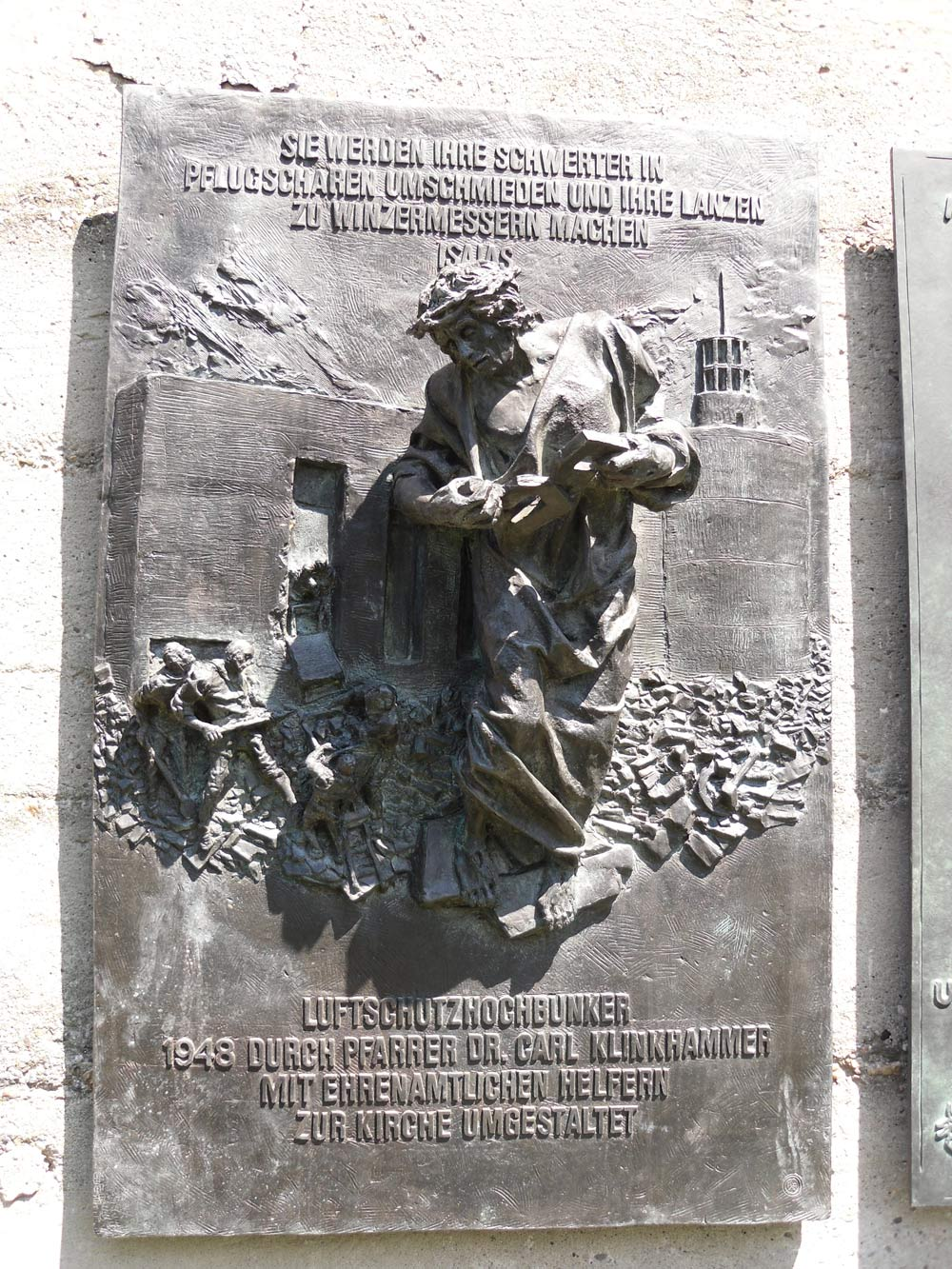
Фасад. Памятная доска

## Художественные ценности

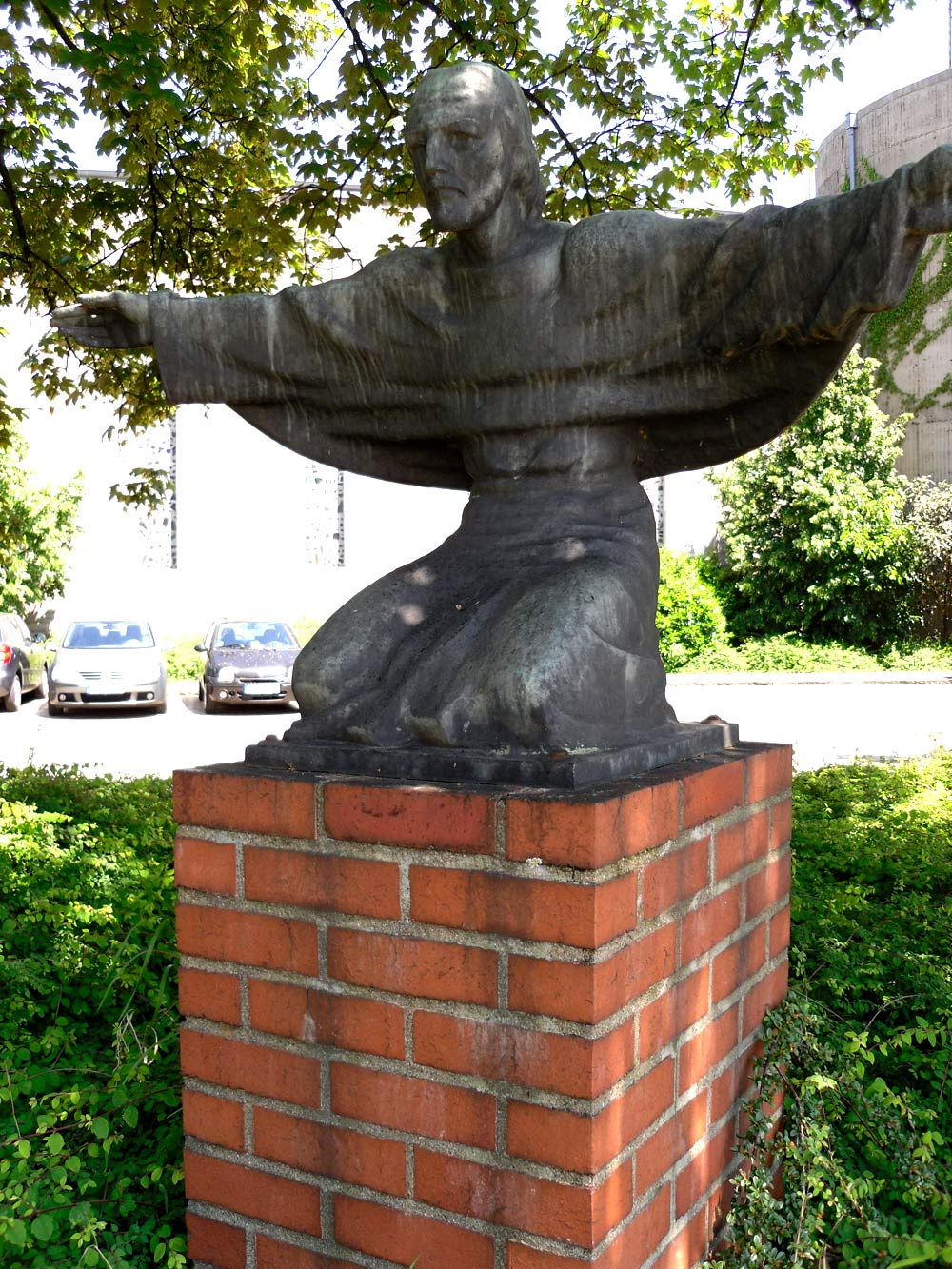
Благословляющий и молящийся Христос

К художественным ценностям церкви Святого Таинства относятся:
- высокий престол, — изготовлен из блока трахита в 1949 году, автор не приводится;
- престол и амвон, — изготовлены из чёрного мрамора в Кёльне в 1997 году, автор — Маттиас Хайерманн (Matthias Heiermann);
- дарохранительница, — из воронёной стали, работы Маттиаса Хайерманна 1997 года;
- распятие на восточной стене алтаря, — изготовлено В Дюссельдорфе-Эллере после 1952 года из кованой и сварной стали Иоанном Карстом (Johann Karst);
- купель, — из временного церковного здания 1926 года, цветной мрамор, на медной крышке надпись: «Уча все народы…» «Lehret alle Völker…»;
- кафедра, — 1949 года, трахит, автор не указан;
- изображения над боковыми престолами:

 — Пьета, — образ из камня, работа Вильгельма Ханебала (Wilhelm Hanebal), 1949 год;
 — Воскресение Христово, — позолоченная жестяная чеканка работы Иоанна Карста, 1953/1954 годы;
- — Крестный путь, — 14 небольших изображений на боковых стенах церкви работы Гизберта Раутценберга (Gisbert Rautzenberg), изготовлены из глины;
- — скульптурные образы Богородицы:

 — барочный образ Мадонны, — изготовлен в художественных мастерских;
 — «Мадонна с младенцем в притворе» работы Иоанна Карста, чеканка по жести, 1970 год;
- — живописные образы распятого Христа:

 — «Победитель» (Sieger) работы Yong-Chang Chung (масло, дерево, рис на экранном полотне), 1999 год;
 — «Распятый» (Gekreuzigter) работы Отто Панкока (Otto Pankok), резьба по дереву;
- — оконные витражи работы Ахенского мастера Вальтера Беннера (Walter Benner), предположительно 1949 год;
- — орган, — изготовлен фирмой Харальд Штрутц (Harald Strutz) в Вуппертале в 1971 году, 13 регистров. Перенесен из евангелической церкви общины Ратинген-Хёзель в 2002 году;
- — колокола:

 — колокол I, — изготовлен в 1651 году, мастер — Герхард Бреннинк (Gerhard Brenninck), Данциг. Первоначальтно размещался в бывшем Мариенау (Maruenau), в церкви св. Анны;
 — колокол II, изготовлен в 1803 году, мастер — Христоф Хербст (Christoph Herbst), Эльбинг в Восточной Пруссии. Первоначальтно размещался в бывшем Мариенау (Maruenau), в церкви св. Анны;
 — колокол III, — изготовлен в 1928 году, мастера братья Ульрих, Апольда. Первоначальное размещение неизвестно;
- — дверные бронзовые ручки входного портала с изображениями рыбы и солнца работы дюссельдоррфского скульптора Эвальда Матаре (Ewald Matare);
- — наружные памятные рельефы дюссельдорфского скульптора Берта Герресхайма (Bert Gerresheim):

 — «Мечи на орала» об истории воссоздания послевоенной церкви, 1995 год;
 — доктору Карлу Клинкхаммеру, 2007 год;
- — скульптура «Благословляющий, молящийся Христос» работы Вильгельма Ханебала (Бюдерих) из временной церкви, вероятно 1926/1928 годы.

## Церковь и современное искусство
Новый поворот в жизни церкви произошёл в 2002 году, когда в рамках международного проекта «EUROGA 2002» в здании церкви разместилась одна из художественных выставок. С того времени в круглой башне церкви с колокольней, стали постоянно проходить разнообразные выставки художественного творчества. Особый импульс соединению церкви с деятелями искусства придал факт размещения при церкви в ноябре 2003 года общественной художественной организации «Церковь бункера на Хандвайзер как центр художественного творчества» («Kunstort Bunkerkirche am Handweiser e. V.»). Сотрудничество церкви и деятелей искусства продолжалось до 2006 года. Выставки в церкви продолжают организовываться до наших дней.

## Литература

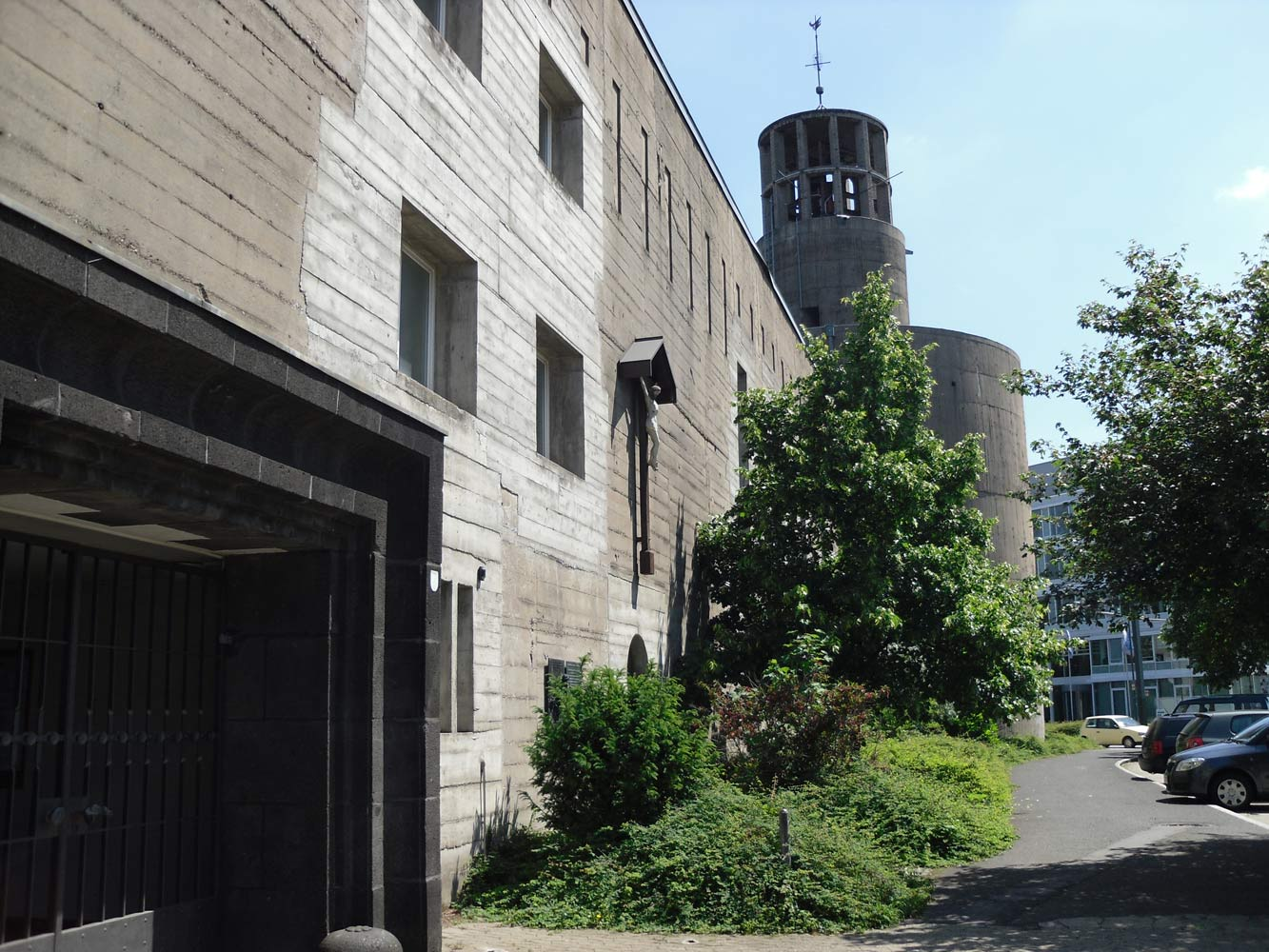
Фасад церкви